# Vincenzo Neri
Vincenzo Neri (Bologna, 22 giugno 1880 – 1960) è stato un neurologo italiano, pioniere del cinema scientifico in Italia.

## Biografia
Dopo il liceo classico "L. Galvani", il prof. Vincenzo Neri si laureò in Medicina e Chirurgia nel 1906 presso l'Università degli Studi di Bologna.
Iniziò a lavorare come assistente nelle cliniche neuro-psichiatriche di Roma e Napoli e successivamente presso l'Ospedale Maggiore di Bologna.
Dopo la laurea si recò a Parigi presso l'Hopital Pitié et Salpêtrière sotto la guida del neurologo Joseph Babinski. Ivi iniziò a filmare i pazienti per studiarne i movimenti. Al ritorno in Italia (1908) applicò per primo anche in Italia tale metodica.
Successivamente lavorò come neurologo di riferimento a Parigi come relatore sulla sclerosi laterale amiotrofica in occasione dei festeggiamenti del centenario della nascita di Charcot.
Nel 1954 gli fu conferita la Legion d'Onore per meriti scientifici.
Acquistò la Villa Baruzziana a Bologna dove esercitò l'attività medica sulle malattie nervose e mentali.

## Attività scientifica
Vincenzo Neri ha giocato un ruolo significativo nella storia della semeiotica clinica. Oltre all'osservazione visiva diretta, Neri sperimentò tre metodi principali per lo studio dei segni clinici al fine di distinguere i disturbi funzionali e psichiatrici dalle malattie neurologiche: il metodo grafico (impronta dei piedi, disegni e diagrammi); il metodo cronofotografico e il metodo fotografico. Neri fu allievo di Giuseppe Dagnini (1866-1928) a Bologna e Joseph Babinski (1857-1932) a Parigi. Dai suoi primi anni di formazione e poi come clinico - prima a Parigi, 1906-1907, e poi a Bologna in qualità di consulente neurologico presso l'Istituto Ortopedico Rizzoli e come fondatore della clinica di Villa Baruzziana per malattie nervose – diede grande importanza alla semiotica neurologica, all'osservazione e allo studio delle manifestazioni e dei segni della malattia.
Gli studi di Neri furono pubblicati in molte riviste, anche prestigiose come la Revue Neurologique e Nouvelle Iconographie de la Salpêtrière. Ai segni e sintomi delle malattie da lui isolate e descritte sono stati dati il suo nome nella letteratura neurologica: i segni di Neri. I risultati delle sue ricerche, così come i fotogrammi dei film e le immagini fotografiche risultanti dagli studi clinici furono utilizzati e citati dai colleghi medici in importanti trattati dell'epoca, come Sémiologie nerveuse, del 1911.
La sua prima monografia, Le disbasie psichiche, frutto di studi e ricerche cliniche effettuate tra Parigi e Bologna, risale al 1910. Degno di nota è l'interesse di Neri nei rapporti tra scienza e arte, le descrizioni visive delle malattie e la rappresentazione del corpo nell'arte classica. Tali rapporti si trovano in molti suoi documenti ed esempi iconografici all'interno del suo archivio.
Nel 1924 Neri ebbe il merito di fare la prima segnalazione clinica e il primo tentativo di interpretazione della cosiddetta sindrome cervicale di Neri-Barrè-Lieou, una rara patologia di interesse neurologico che si associa a un'instabilità vertebrale cervicale associata ad alterazione della funzionalità dei gangli simpatici cervicali.

## L'archivio Vincenzo Neri
La clinica di Villa Baruzziana, oggi diretta dal nipote di Neri, ha conservato i film originali e altri materiali visivi risalenti ai primi del Novecento.
L'archivio, riscoperto nel 2008, contiene materiale scientifico visivo: 1.572 manufatti, 1.353 elementi fotografici (negativi, stampe e lastre fotografiche, così come stereogrammi, riproduzioni di schizzi del impronta dei piedi dei pazienti); stampe su carta, registrazioni audio, prove indirette (stampe su carta) di film in 17,5 millimetri (probabilmente da una Biokam e risalente al 1909-1910); 113 stereotipi tipografici, cliché; artefatti di 106 pellicole (negativi da 35 mm da fotocamera e positivi di proiezione da 16 mm, 1907-1956 circa).
Oltre ai film medici, la collezione Neri mostra anche una grande raccolta di altri oggetti d'archivio, testimonianza del quadro scientifico ed epistemologico, dell'economia dei media e della cultura visiva agli inizi del XX secolo. I manufatti possono essere correlati all'uso scientifico del cinematografo, ma possono anche essere utilizzati per evidenziare il rapporto tra il cinema delle attrazioni e il regno del gesto e della cultura visiva. In altre parole, essi mostrano la comparsa di un nuovo regime visivo e una nuova semiotica del corpo al crocevia tra scienza, etica, estetica e biopolitica durante la fine del XIX e l'inizio del XX secolo. Più in generale, lo studio dell'intera collezione di Neri, tra cui il complesso insieme di documenti, permette di capire il contesto in cui furono prodotti i film e le funzioni eseguite.
Nel 1907-1909 Neri iniziò le riprese a Parigi su pazienti degli ospedali di Bicêtre, Pitié, Salpêtrière. In particolare, il metodo fotografico e crono-fotografico accompagnò l'intero percorso professionale della vita di Neri, costituendo alla fine un imponente archivio clinico. Neri, unitamente alla semiotica del Babinski e con la pratica della Marey, lavorò con rigore, costanza e originalità. Oltre a due elementi modificati risalenti alla fine del 1940, il materiale del film è costituito da inediti ed elementi separati.